# 特里卡斯坦
特里卡斯坦（法語：Tricastin，法語發音：[tʁikastɛ̃]）是法国罗讷河谷的一个传统地区，位于德龙省西南部与沃克吕兹省西北部。如今，该地区因特里卡斯坦核电站而闻名。